# Houston Texans 2006
La stagione 2006 degli Houston Texans è stata la quinta della franchigia nella National Football League. La squadra migliorò il record di 2-14 della stagione precedente, terminando con un bilancio di 6-10.

## Draft NFL 2006
| Giro/Scelta           | Giocatore       | Ruolo            | College              |
| --------------------- | --------------- | ---------------- | -------------------- |
| 1/1                   | Mario Williams  | Defensive end    | North Carolina State |
| 2/33                  | DeMeco Ryans    | Linebacker       | Alabama              |
| 3/65                  | Charles Spencer | Offensive tackle | Pittsburgh           |
| 3/66 (Da New Orleans) | Eric Winston    | Offensive tackle | Miami (FL)           |
| 4/98                  | Owen Daniels    | Tight end        | Wisconsin            |
| 6/170                 | Wali Lundy      | Running back     | Virginia             |
| 7/251                 | David Anderson  | Wide receiver    | Colorado State       |

Dopo aver terminato la stagione 2005 col peggior record della lega, i Texans detenevano la prima scelta assoluta del Draft 2006. Mentre la maggior parte dei media nazionali credevano che i Texans avrebbero scelto nel draft il running back di USC Reggie Bush, che aveva attirato paragoni con Gale Sayers ed era considerato da alcuni il miglior prospetto di sempre nel draft, molti a Houston iniziarono a dare voce al loro desiderio che la squadra scegliesse l'eroe cittadino, Vince Young, dopo che questi aveva guidato la University of Texas alla vittoria sulla USC di Bush nella finale del campionato NCAA tenutasi al Rose Bowl di Los Angeles. I Texans invece scelsero il defensive end Mario Williams facendo infuriare i tifosi e diventando preda delle beffe dei media nazionali, convinti che quella fosse una delle peggiori decisioni della storia del draft. Gli anni successivi videro Bush e Young non confermare le alte aspettative attorno a loro mentre Williams fu convocato più volte per il Pro Bowl.

## Calendario

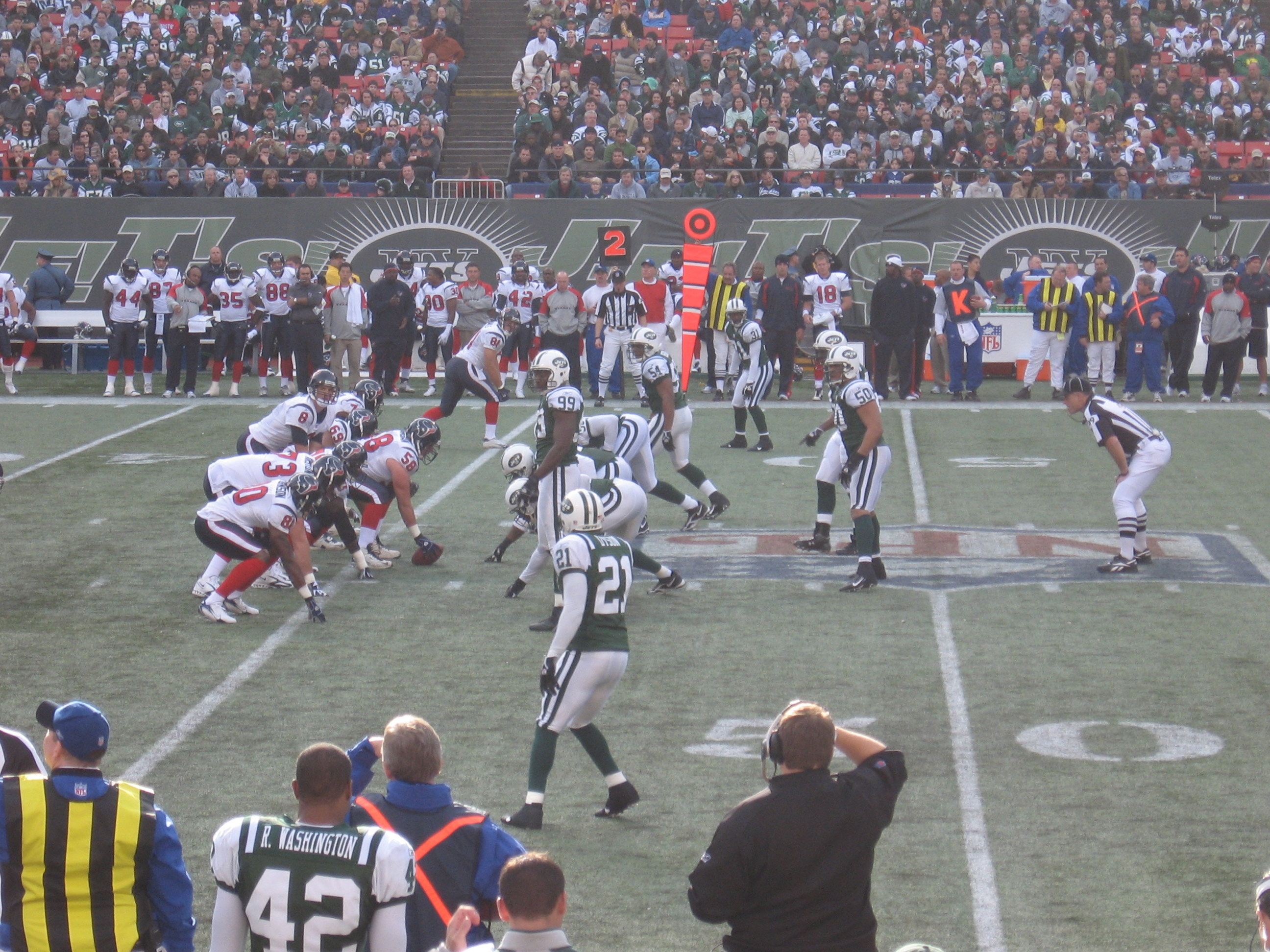
La partita della settimana 12 contro i Jets

| Turno | Data               | Avversario             | Risultato          | Stadio             | Record             | Pubblico           |                    |
| ----- | ------------------ | ---------------------- | ------------------ | ------------------ | ------------------ | ------------------ | ------------------ |
| 1     | 10/9/2006          | Philadelphia Eagles    | S 24–10            | Reliant Stadium    | 0–1                | 70.180             |                    |
| 2     | 17/9/2006          | @ Indianapolis Colts   | S 43–24            | RCA Dome           | 0–2                | 56.614             |                    |
| 3     | 24/9/2006          | Washington Redskins    | S 31–15            | Reliant Stadium    | 0–3                | 70.069             |                    |
| 4     | 1/10/2006          | Miami Dolphins         | V 17–15            | Reliant Stadium    | 1–3                | 70.071             |                    |
| 5     | Settimana di pausa | Settimana di pausa     | Settimana di pausa | Settimana di pausa | Settimana di pausa | Settimana di pausa | Settimana di pausa |
| 6     | 15/10/2006         | @ Dallas Cowboys       | S 34–6             | Texas Stadium      | 1–4                | 63.186             |                    |
| 7     | 22/10/2006         | Jacksonville Jaguars   | V 27–7             | Reliant Stadium    | 2–4                | 70.035             |                    |
| 8     | 29/10/2006         | @ Tennessee Titans     | S 28–22            | LP Field           | 2–5                | 69.143             |                    |
| 9     | 5/11/2006          | @ New York Giants      | S 14–10            | Giants Stadium     | 2–6                | 78.485             |                    |
| 10    | 12/11/2006         | @ Jacksonville Jaguars | V 13–10            | ALLTEL Stadium     | 3–6                | 65.918             |                    |
| 11    | 19/11/2006         | Buffalo Bills          | S 24–21            | Reliant Stadium    | 3–7                | 70.125             |                    |
| 12    | 26/11/2006         | @ New York Jets        | S 26–11            | Giants Stadium     | 3–8                | 76.596             |                    |
| 13    | 3/12/2006          | @ Oakland Raiders      | V 23–14            | McAfee Coliseum    | 4–8                | 46.276             |                    |
| 14    | 10/12/2006         | Tennessee Titans       | S 26–20 DTS        | Reliant Stadium    | 4–9                | 70.760             |                    |
| 15    | 17/12/2006         | @ New England Patriots | S 40–7             | Gillette Stadium   | 4–10               | 68.756             |                    |
| 16    | 24/12/2006         | Indianapolis Colts     | V 27–24            | Reliant Stadium    | 5–10               | 70.132             |                    |
| 17    | 31/12/2006         | Cleveland Browns       | V 14–6             | Reliant Stadium    | 6–10               | 70.097             |                    |

## Premi
- DeMeco Ryans:

rookie difensivo dell'anno